# Белзская ратуша
Белзская ратуша (укр. Белзька ратуша) — бывшее здание городского магистрата города Белза. Расположена в центре города, но не на центральной площади, как другие ратуши, а на одной из боковых улиц.

## История

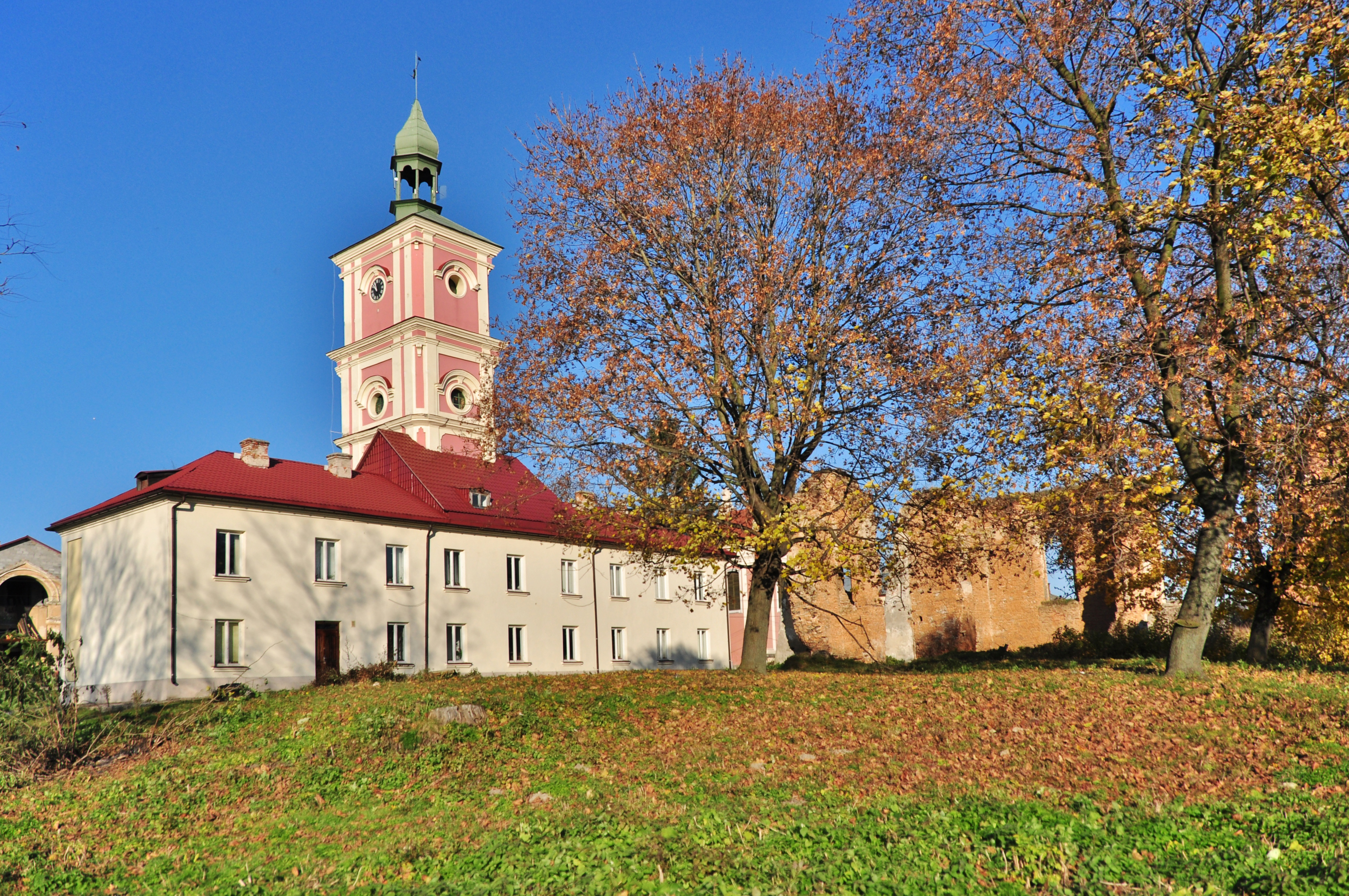
Северный фасад

К Первой мировой войне городская ратуша стояла на площади Рынок, но во время войны она была уничтожена русскими войсками. После войны под новую ратушу была приспособлена часть монастыря доминиканцев, а именно северный келейный корпус с четырёхъярусной башней. Башня построена в барочном стиле и увенчана модерновым ажурным фонарем.
В 1920 году на башне установлены часы. Оба сооружения (корпус ратуши и башни) отреставрированы в 2006 году. В настоящее время в ратуше находится городской совет Белза.